# Caladenia robinsonii
Caladenia robinsonii är en orkidéart som beskrevs av Geoffrey William Carr. Caladenia robinsonii ingår i släktet Caladenia och familjen orkidéer.
Artens utbredningsområde är Victoria. Inga underarter finns listade i Catalogue of Life.